# Денейла
Денейла (рум. Dănăila) — село у повіті Бакеу в Румунії. Входить до складу комуни Рекітоаса.
Село розташоване на відстані 252 км на північ від Бухареста, 31 км на схід від Бакеу, 71 км на південь від Ясс, 134 км на північний захід від Галаца.

## Населення
За даними перепису населення 2002 року у селі проживали 96 осіб, усі — румуни. Усі жителі села рідною мовою назвали румунську.